# Erizzo
Gli Erizzo furono una nobile famiglia veneziana compresa nel patriziato.

## Storia
Sarebbero giunti a Venezia nel IX o nel X secolo (qualcuno parla dell'805), essendo originari di Capodistria. Il Tassini afferma che già nel 1050 partecipavano al Maggior Consiglio, sebbene Andrea Da Mosto ne ritrovi la prima attestazione sul finire del XIII secolo; in ogni caso, rimasero nel corpo nobiliare anche dopo la serrata del 1297.
Tra i membri più noti, Paolo, bailo di Negroponte ucciso nel 1470 al termine dell'assedio turco all'isola (secondo la leggenda fu segato in due); Sebastiano, letterato  (1525-1585); Francesco (1566–1646), doge dal 1631 alla morte.
Il ramo principale della famiglia Erizzo si estinse nel 1847 con la morte di Guido di Niccolò, autore di una Memoria sui veneti fiumi. Il cognome fu proseguito dal pronipote Francesco Miniscalchi Erizzo, figlio di Luigi Miniscalchi e di Marianna di Andrea Erizzo e da altri rami secondari quali: Araldi Erizzo a Cremona e Cambiaso Erizzo a Milano.
La casata ha dato il nome a numerose località veneziane: un ramo, una calle e una corte Erizzo si trovano nelle vicinanze del palazzo Erizzo alla Maddalena; un ponte e una calle Erizzo, cui si aggiungono una calle e un sotoportego drio Erizzo, sono situate attorno al palazzo Erizzo di San Martino; infine, a San Francesco della Vigna esiste una calle Erizzo o de le Bele Done, così detta perché vi si affacciavano alcune case della famiglia. Va infine citato Borgo Erizzo, villaggio dalmata fondato dagli Arbanasi grazie a una concessione del provveditore Nicolò Erizzo.